# ピアノ協奏曲第0番 (ベートーヴェン)
ピアノ協奏曲 変ホ長調 WoO 4は、ルートヴィヒ・ヴァン・ベートーヴェンが1784年に作曲したピアノ協奏曲。ベートーヴェンの他のピアノ協奏曲よりも先に作曲されたため、「ピアノ協奏曲第0番」と呼ばれることもある。1890年に初めて出版された。

## 概要
作曲当時ベートーヴェンは13歳であり、この曲は彼の初期作品の一つに数えられる。現存する楽譜のタイトルには「ピアノフォルテもしくはチェンバロのための協奏曲」と記されており、「12歳で作曲した」と書かれているが、これは父ヨハンによる偽称である。
今日ではピアノパートの草稿のみが現存しており、管弦楽に関しては草稿にピアノパートが休みの時の前奏、間奏、後奏のピアノ用の書き込みが見られるのみである。これらのオーケストラパートにはフルートとホルンのパート、そしてトゥッティが書き分けられている。

このオリジナル版については、現在ヘンレ社から校訂版が出版されており、オンライン上で全曲を見ることができる。
現在この曲を演奏するためには、オーケストラパートを編曲及び補筆しなければならない。演奏の機会が少ないため、主要なレパートリーとして人気を勝ち得るには至っていない。 

### 補筆版について
管弦楽部を補筆した版としてはスイスのベートーヴェン研究家ヴィリー・ヘスによるものが知られる。1934年に第3楽章がオスロ放送管弦楽団及びヴァルター・フライの独奏により初演され、全曲版は1943年6月にポツダムでエトヴィン・フィッシャーの独奏により初演され、出版された。ヘス版では第2・3楽章の終結部が加筆・変更されている。
この他にもオランダのピアニストロナルド・ブラウティガムによるもの（BISに彼自身による録音あり）、ボストン大学のジョン・ミッチェルによるもの、ハワード・シェリーによるもの（シャンドスのベートーヴェン・ピアノ協奏曲全集に収録）などが存在する。ミッチェル版では、第2・3楽章の終結部が草稿本来のものに戻されている。

## 編成
草稿の記述から以下の通りだと判明している。
- 独奏ピアノ、フルート2、ホルン2、弦楽合奏

## 楽曲構成
この協奏曲は3楽章制である。
第1楽章 アレグロ・モデラート、変ホ長調、4分の4拍子
第2楽章 ラルゲット、変ロ長調、4分の3拍子
第3楽章 ロンド アレグレット、変ホ長調、4分の2拍子
この曲が演奏される場合、オーケストラパートが版ごとに異なるため正確に全体像を記述するのは困難である。しかし、一般的にはベートーヴェンが後に師事するフランツ・ヨーゼフ・ハイドンのような、18世紀後期の古典派の様式を踏襲しているといえる。ヨハン・クリスティアン・バッハの影響を指摘する声もある。
第1楽章のピアノパートは急速なスケールを主に用いている。緩徐楽章でも様式はほぼ同様で、非常にありふれたアルペジオや装飾音形が見られる。終楽章は陽気な主要主題を持ち、非常に急速に、第1楽章同様にスケールを基本としたピアノ書法で書かれている。
全楽章のコーダの直前にはカデンツァが指定されている。
演奏時間は約27分。